# Pitcairnioideae
Pitcairnioideae — підродина квіткових рослин родини бромелієвих (Bromeliaceae). Включає понад 1000 видів. Pitcairnioideae поширені у Центральній та Південній Америці, на півдні США, а один вид трапляється в Західній Африці.

## Класифікація
Включає 16 родів:
- Brewcaria, L.B.Sm., Steyerm. & H.Rob. (6 видів)
- Brocchinia, Schult. & Schult.f. (20 видів)
- Connellia, N.E.Br. (6 видів)
- Cottendorfia, Schult. & Schult.f. (1 вид)
- Deuterocohnia, Mez (18 видів)
- Dyckia, Schult. & Schult.f. (130 видів)
- Encholirium, Mart. ex Schult. & Schult.f. (22 види)
- Fosterella, L.B.Sm. (30 видів)
- Hechtia, Klotzsch (52 види)
- Lindmania, Mez (38 видів)
- Navia, Schult. & Schult.f. (93 види)
- Pitcairnia, L'Hér. (331 вид)
- Puya, Molina (219 видів)
- Sequencia, (L.B.Sm.) Givnish (1 вид)
- Steyerbromelia, L.B.Sm. (6 видів)